# Titov kip, Velenje
Titov kip v Velenju je spomenik Josipu Brozu - Titu na Titovem trgu, glavnem trgu v mestu.
Po naročilu skupščine Občine Velenje je kipar Antun Augustinčić ustvaril ta spomenik v nadnaravni velikosti po zgledu Titovega kipa istega avtorja v Kumrovcu iz leta 1947. Pri oblikovanju sta mu pomagala akademska kiparja Vladimir Herljević in Ivan Pavić. Kip so odkrili 25. junija 1977 v čast štiridesetletnice prihoda Tita na čelo Komunistične partije Jugoslavije, štiridesetletnice ustanovnega Kongresa Komunistične partije Slovenije in ob Titovi petinosemdesetletnici. 
Namestitev je določil sam Augustinčić, ko je leta 1977 s tem namenom obiskal Velenje. Kip je odlila zabreška livarna Likum. Kip je iz livarne do trga prepeljal voznik Anton Kolenc. Finančno so prispevale delovne in družbenopolitične organizacije in občani s samoprispevkom. 
Tito je upodobljen z vojaško uniformo kot razmišljujoč poveljnik in revolucionar, roke so sklenjene za hrbtom in z glavo gleda predse.
To je največji Titov spomenik na svetu.